# Мурзинці
Мурзи́нці — село в Україні, у Звенигородському районі Черкаської області, підпорядковане Неморозькій сільській раді. Розташоване за 3 км від Неморожа, за 9 км від райцентру — міста Звенигородка, на трасі Київ — Звенигородка. Площа населеного пункту — 151,2 га. Кількість населення — 227 осіб (2009).

## Історія
До наших днів зберігся переказ про Мурзу (татарського князя), що нібито збирав данину з населення. Чи правдива ця історія, але назва села, безсумнівно, татарського походження.
Розпочалася історія села у першій половині XVIII століття, найдавніша згадка про село датується 1726 роком. Тоді збудована церква, що описана у візиті Корсунського деканату за 1741 рік. Першим священиком був отець Леонтій, посвячений у Києві в 1730 році. Про церкву говорить у своїх «Спогадах про Звенигородщину» О. Кошиць: «Над ставком невеличка церква-капличка». Точна дата її руйнування не встановлена. Ще в першій половині XVIII століття до церкви в села Мурзинці входила парафія села Хлипнівка, згодом там збудовано Свято-Михайлівську церкву.
В 1900 році в Мурзинцях було дворів — 125, жителів двох статей − 786, із них чоловіків — 410, жінок — 376. В селі була одна православна церква, одна церковнопарафіяльна школа, два водяні млини, одна кузня селянська, друга — панська.
16 травня 1914 року у селі відкрилася церковно-приходська школа, в якій було 4 групи.
Село постраждало внаслідок геноциду українського народу, проведеного окупаційним урядом СССР 1932-1933 та 1946-1947 роках.

## Населення

### Мова
Розподіл населення за рідною мовою за даними перепису 2001 року:
| Мова       | Кількість | Відсоток |
| ---------- | --------- | -------- |
| українська | 279       | 91.78%   |
| російська  | 25        | 8.22%    |
| Усього     | 304       | 100%     |

## Сучасність
Сьогодні в селі господарює приватне мале підприємство «УРОС», очолюване Савелієм Івановичем Ульяніцьким. Спеціалізується господарство на вирощуванні зернових та технічних культур. Функціонують у селі медичний пункт, сільський клуб, бібліотека, відділення поштового зв'язку, магазин райспоживспілки. Організована заготівля молока у населення.

## Відомі люди
В селі в 1917 році народився Матвій Михайлович Шестопал — доцент Київського національного університету імені Тараса Шевченка, кандидат філологічних наук, декан, публіцист. 
У 1897 році в Мурзинцях оселився Володимир Опанасович Караваєв — зоолог і мандрівник, автор багатьох наукових праць, засновник музею зоології в Києві.